# Kropivnickij
Kropivnickij (ukránul: Кропивницький, korábbi nevén Kirovohrad, még korábban Jeliszavethrad) város Ukrajna középső részén, a Kirovohradi terület székhelye. Az Inhul folyó partján, a fővárostól, Kijevtől 250 kilométerre délre fekszik. 124 m-es átlagos tengerszint feletti magasságon terül el. Fontos közlekedési csomópont.

## Földrajza
Az átlaghőmérséklet januárban −5 °C, júliusban 20 °C. Az átlagos csapadékmennyiség évente 510 mm, a legcsapadékosabb hónap a július.

## Népessége
| Lakosok száma | 61 488 | 64 502 | 188 795 | 269 803 | 251 775 | 236 097 | 234 322 | 231 089 | 225 339 | 219 676 |
|               | 1897   | 1926   | 1970    | 1989    | 2003    | 2010    | 2013    | 2016    | 2020    | 2022    |

## Története
A 16. és a 18. század első felében a modern város földjei az ukrán kozákoké voltak. Településeket alapítottak itt, amelyek később városi területekké váltak.
A város története 1754-ben kezdődik, amikor az orosz hatóságok megbízásából ukrán kozákok építették fel Szent Erzsébet erőd. 72 ukrán halt meg az építkezés során. 1769-ben, az orosz-török háború idején ennek az erődnek a 6000 fős helyőrsége volt az, amely visszaverte a 70 000 fős török-tatár hadsereg támadását, és megakadályozta a megszállók további előrenyomulását.
1784 óta rendelkezik városi ranggal.
1882-ben Marko Kropivnickij megalapította itt az első hivatásos ukrán színházat.
A polgárháború alatt a város az Ukrán Népköztársaság fennhatósága alatt állt, de 1920-ban harmadszor is elfoglalta a szovjet hadsereg
A Holodomor és a politikai elnyomások során 2238 városi lakos halt meg.
1941. augusztus 5. és 1944. január 8. között a várost a nácik megszállták.
2016. július 14-én az Ukrán Legfelsőbb Tanács elfogadta a város átnevezéséről benyújtott határozatot az úgynevezett dekommunizációs törvényre hivatkozva. Ennek alapján a város Marko Kropivnickij ukrán író és dramaturg tiszteletére a Kropivnickij nevet kapta.
Ukrajna orosz inváziója során a várost az oroszok rendszeres ágyúzásai kezdték el

## Nevezetességek, látnivalók

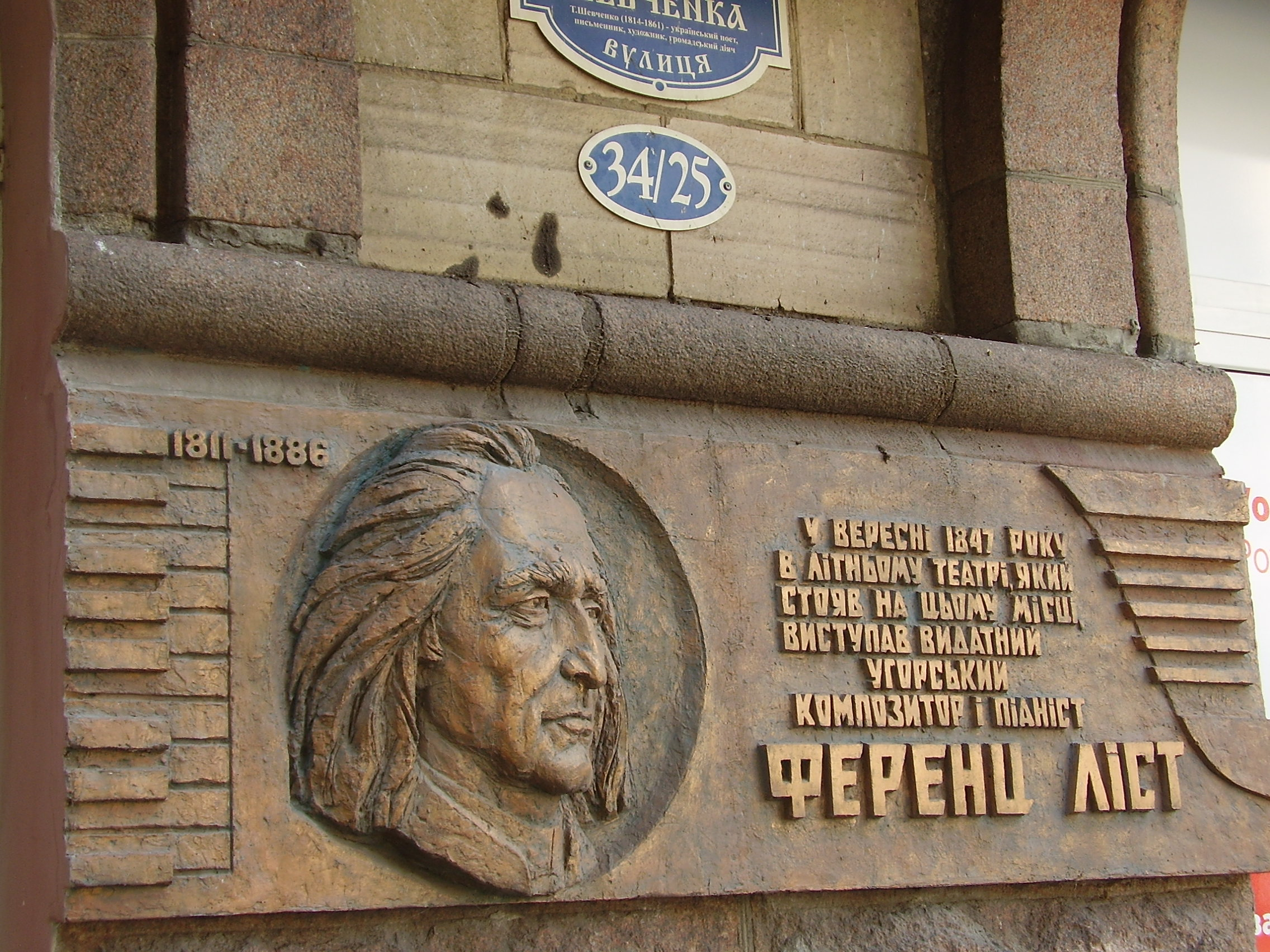
Liszt Ferenc magyar zeneszerző fellépésének emléktáblája
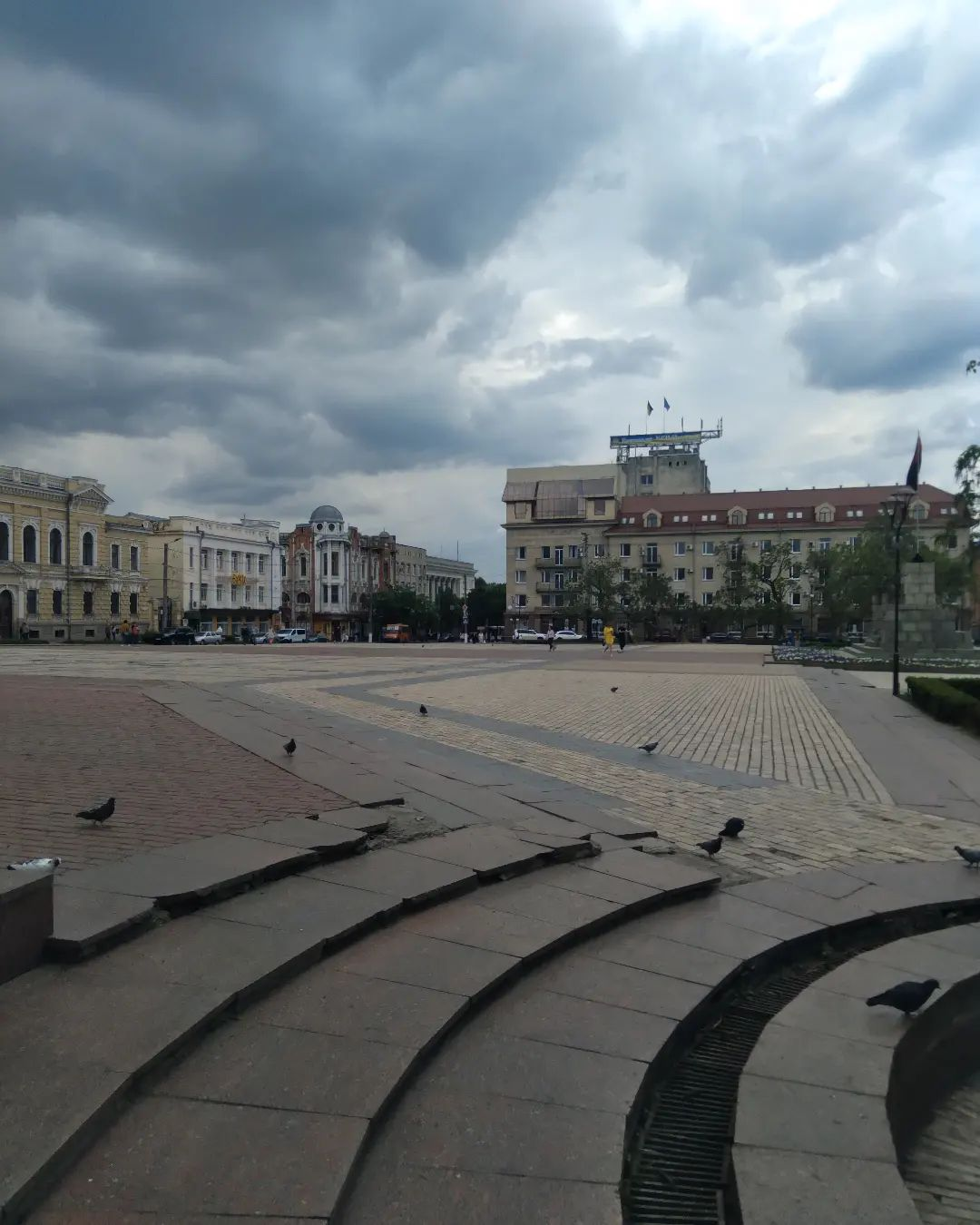
Maidan hőseinek tere
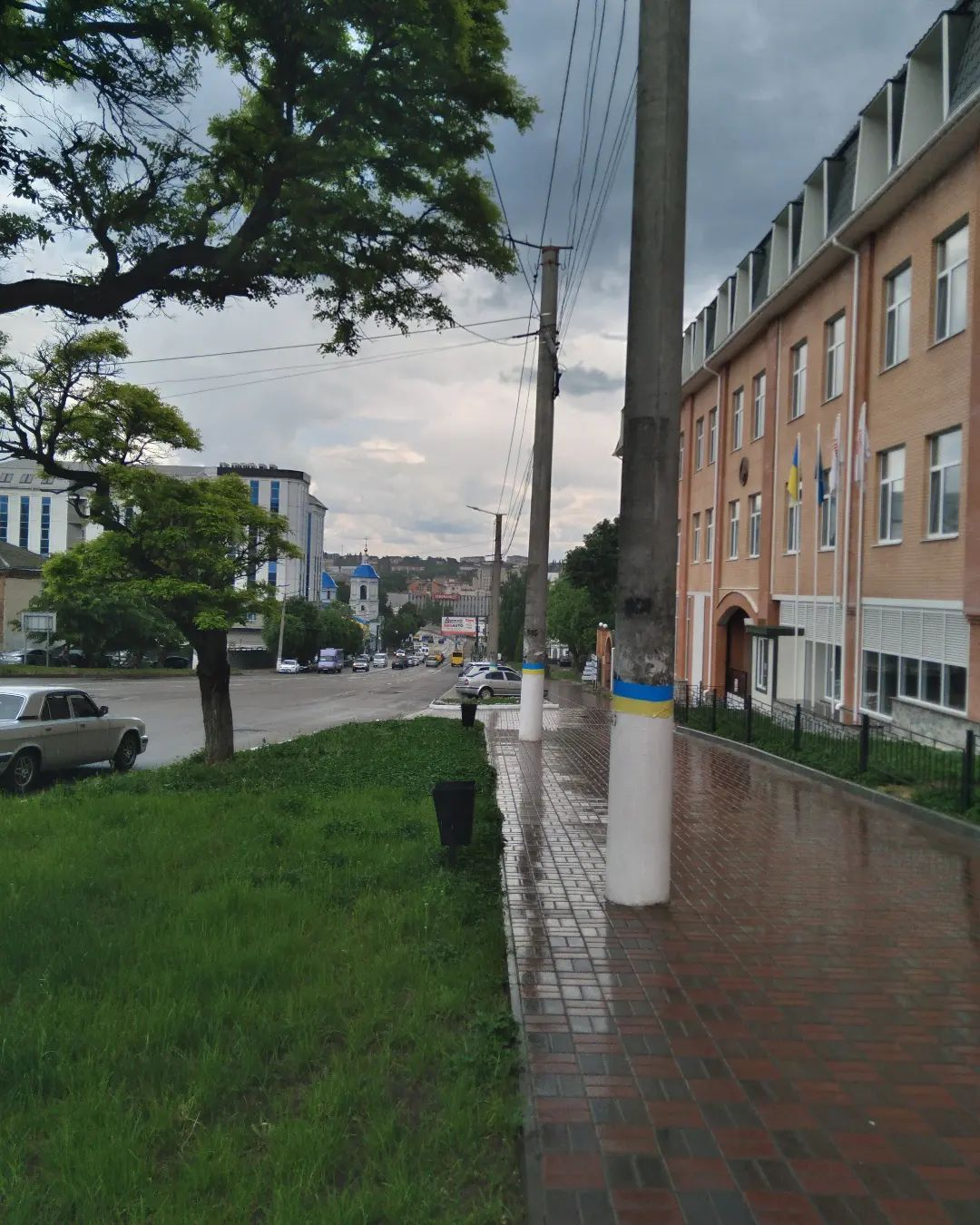
panoráma a városra
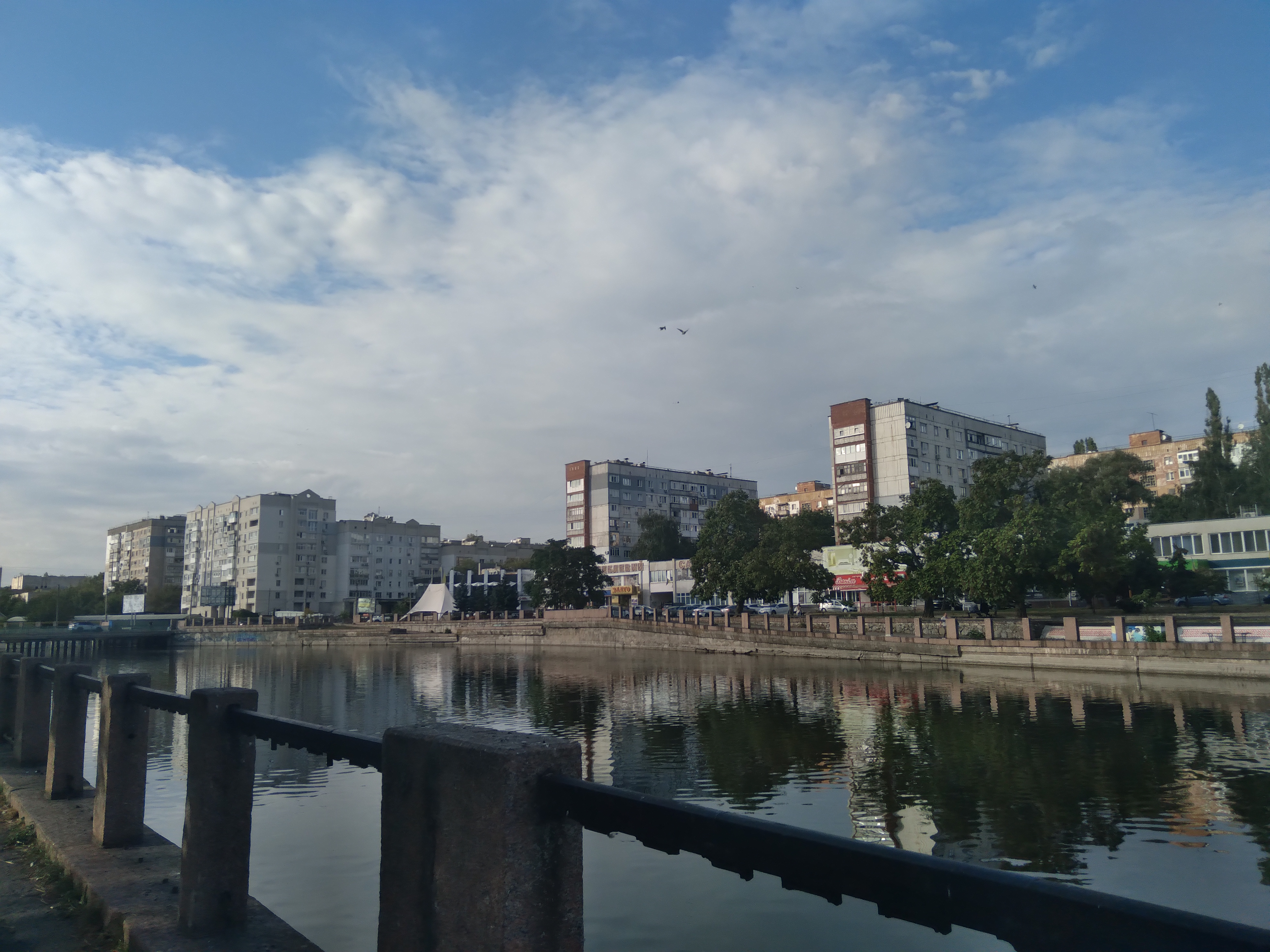
folyó töltése
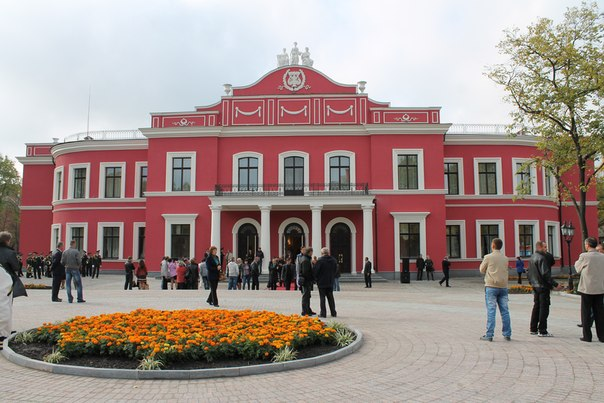
Corypheiv Színház
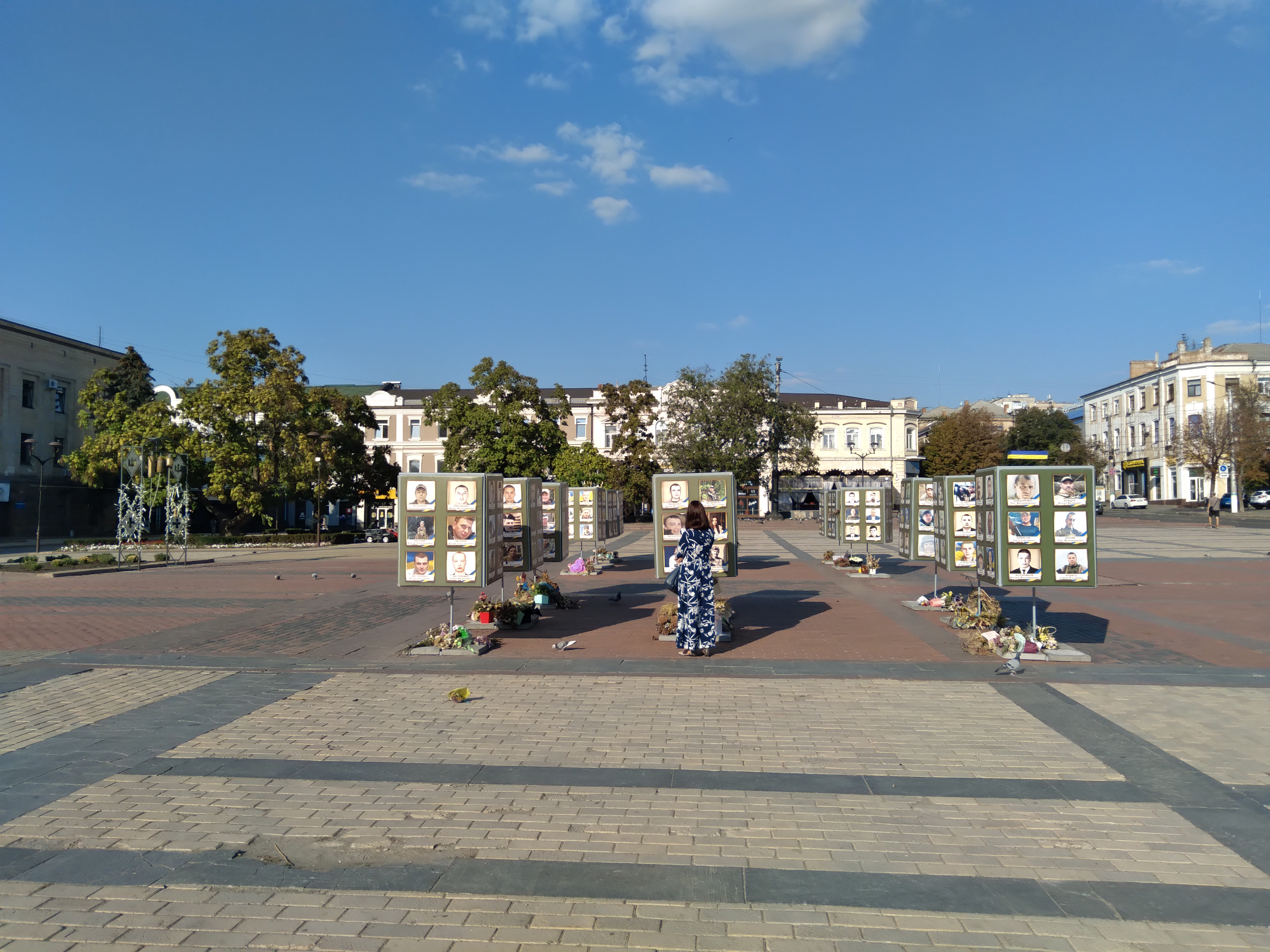
az elesett katonák emlékének sugárútja
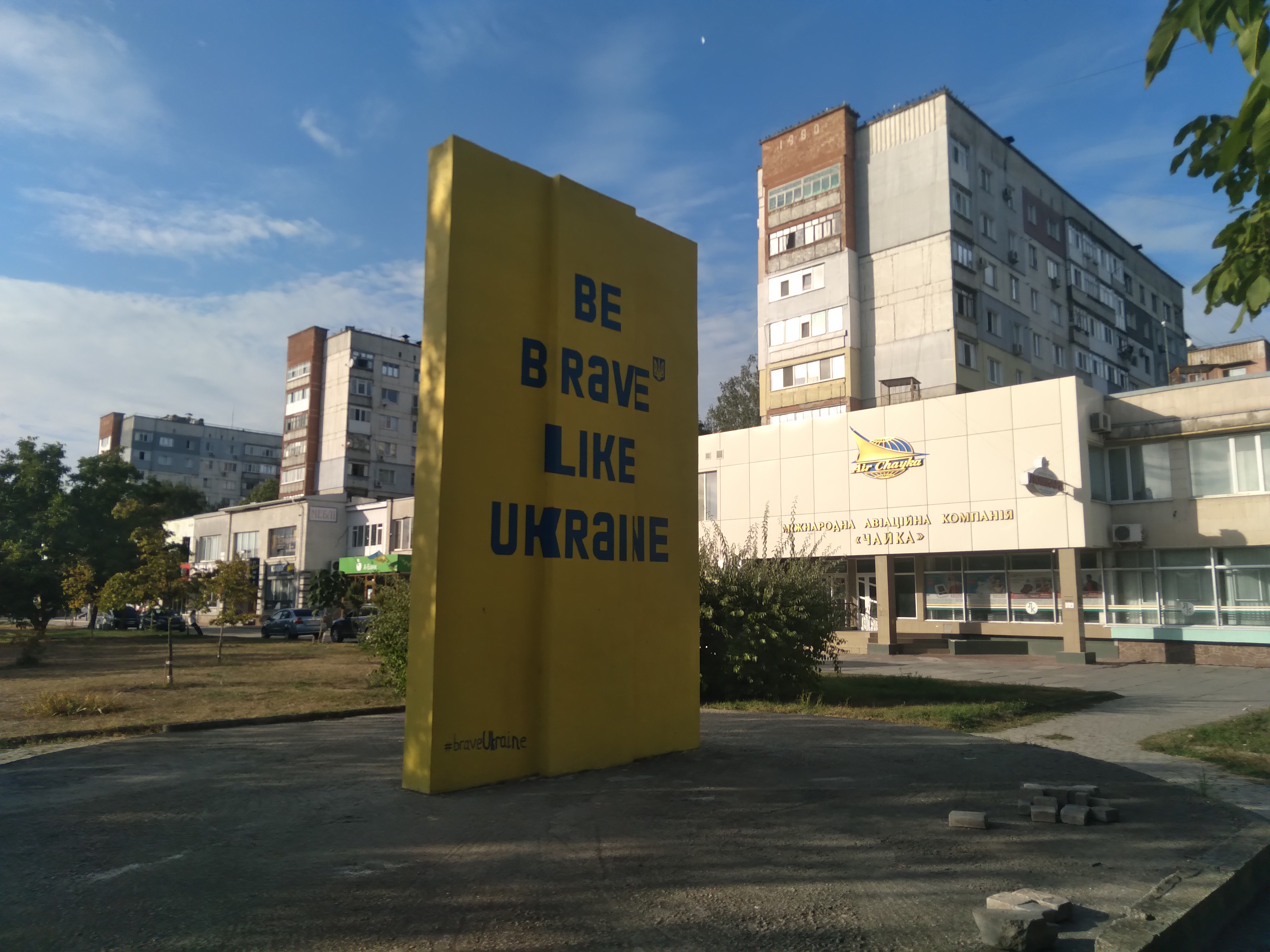
házi készítésű emlékmű: "legyen bátor, mint Ukrajna"
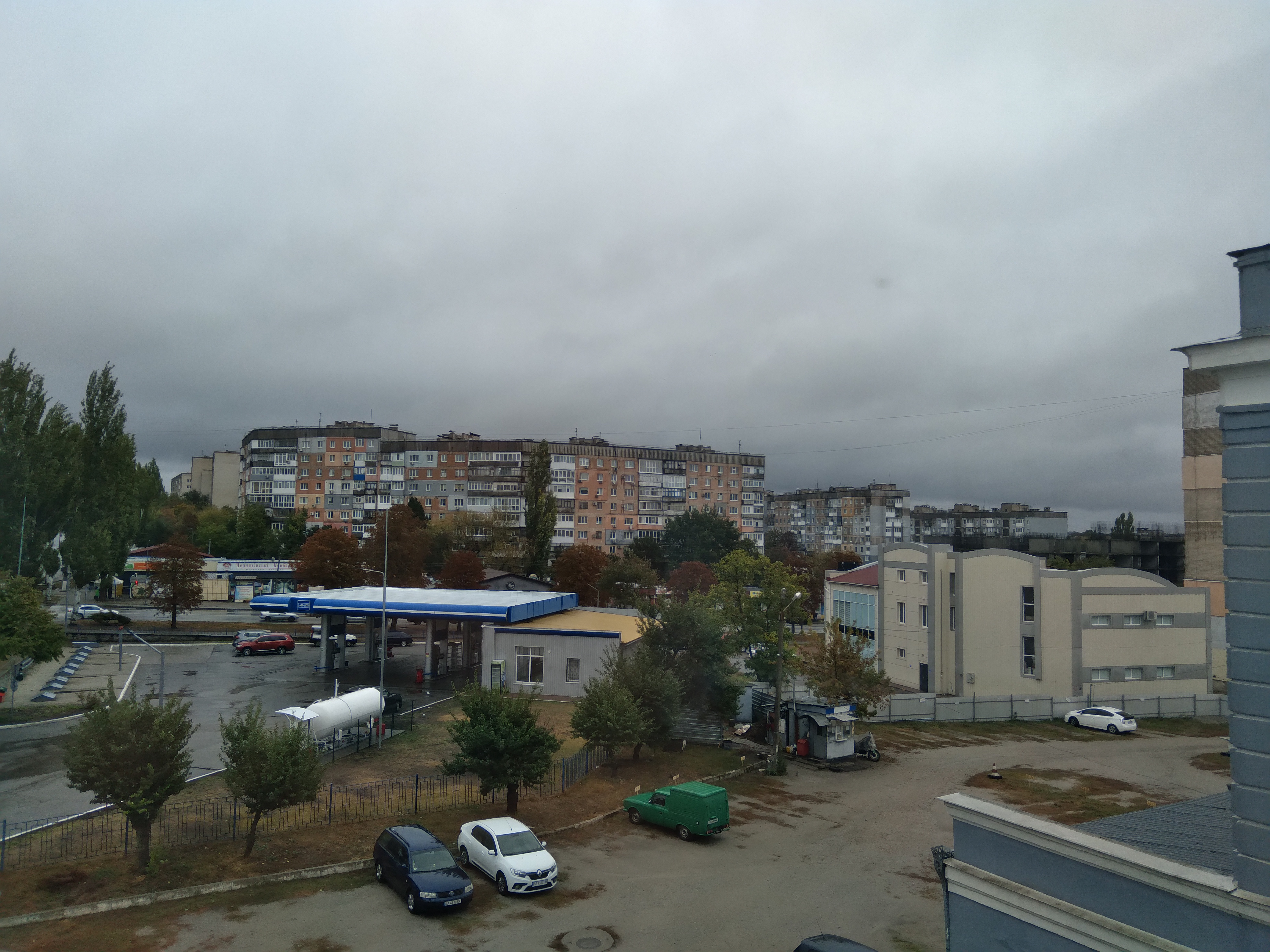
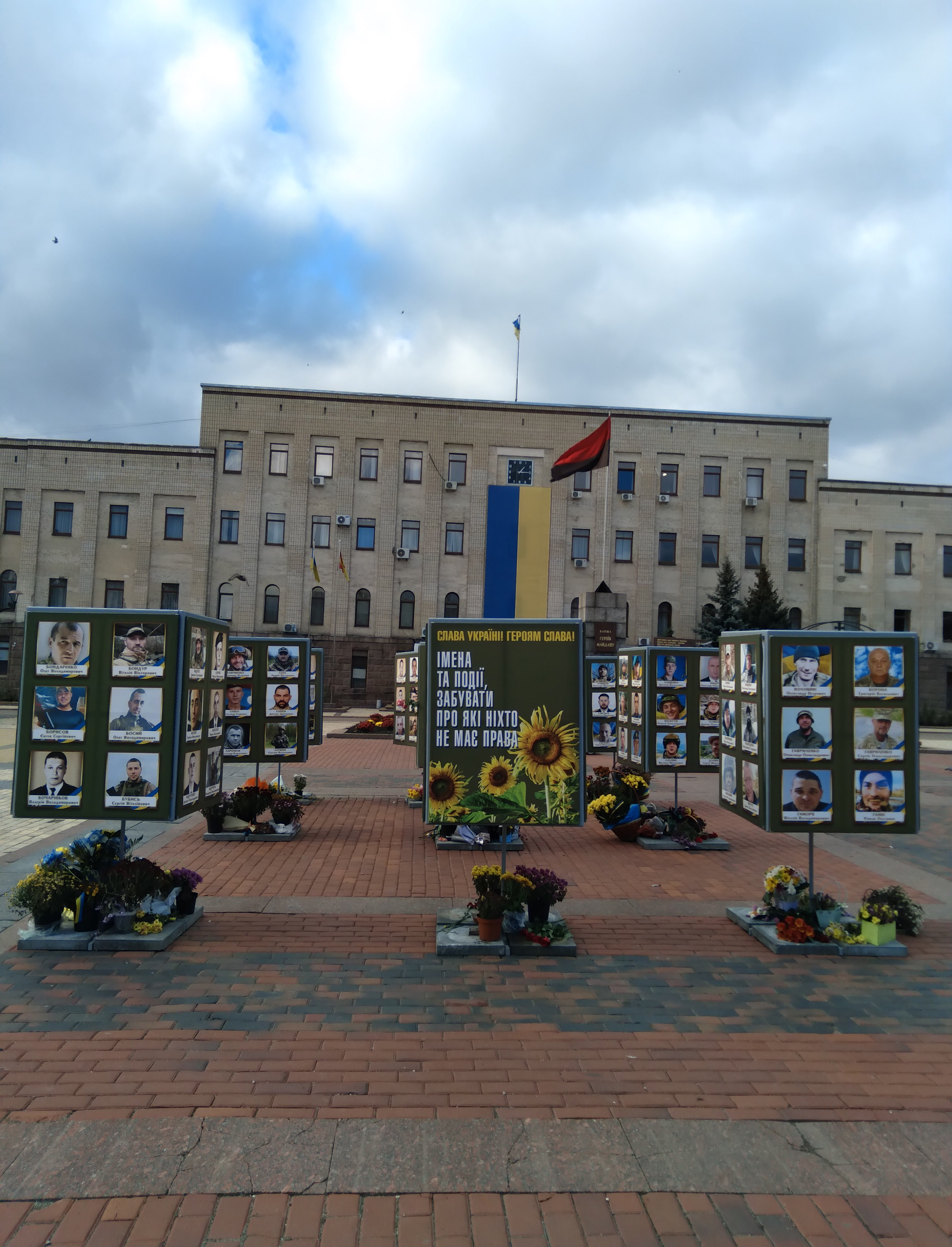
regionális államigazgatás
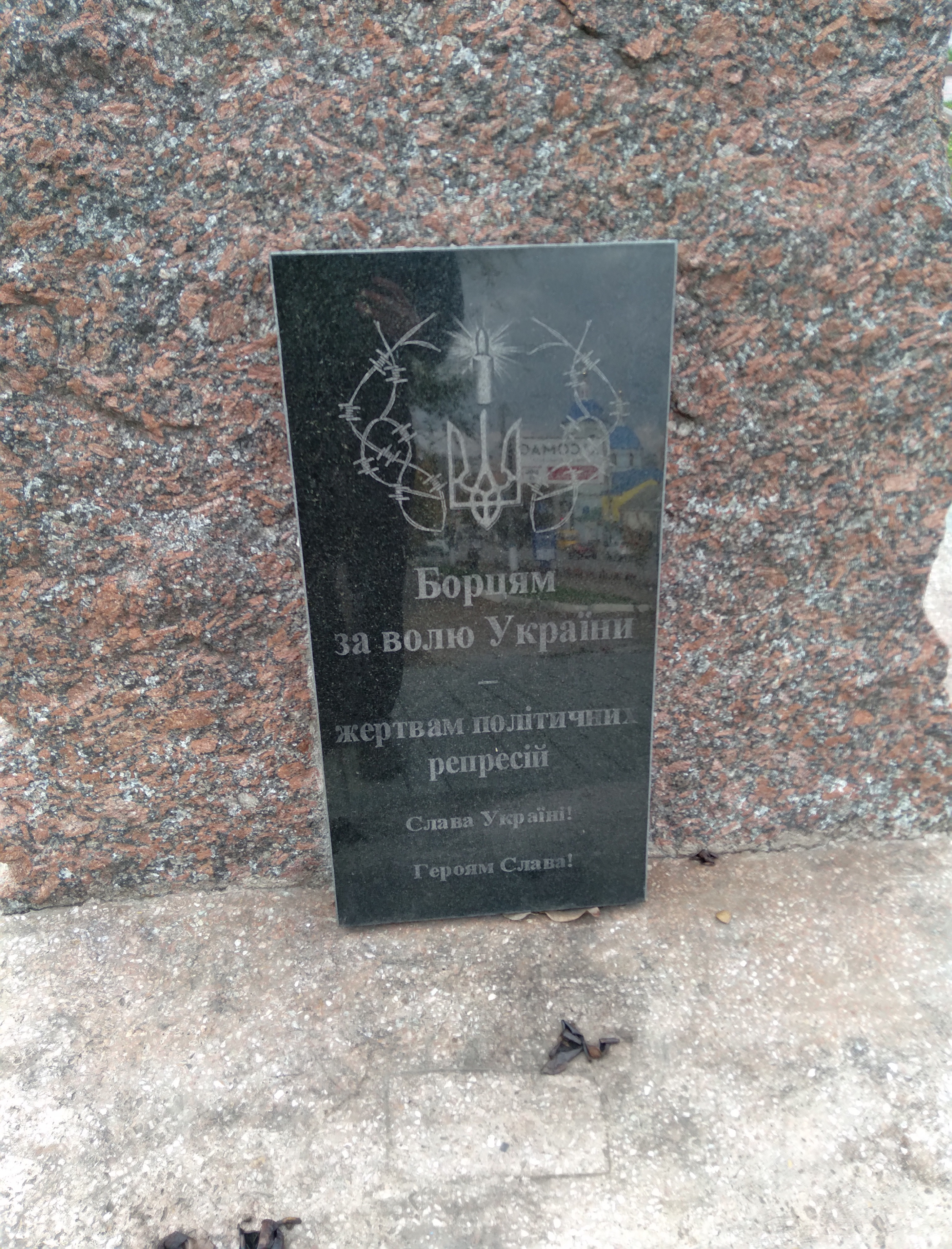
a politikai elnyomás áldozatainak emlékműve
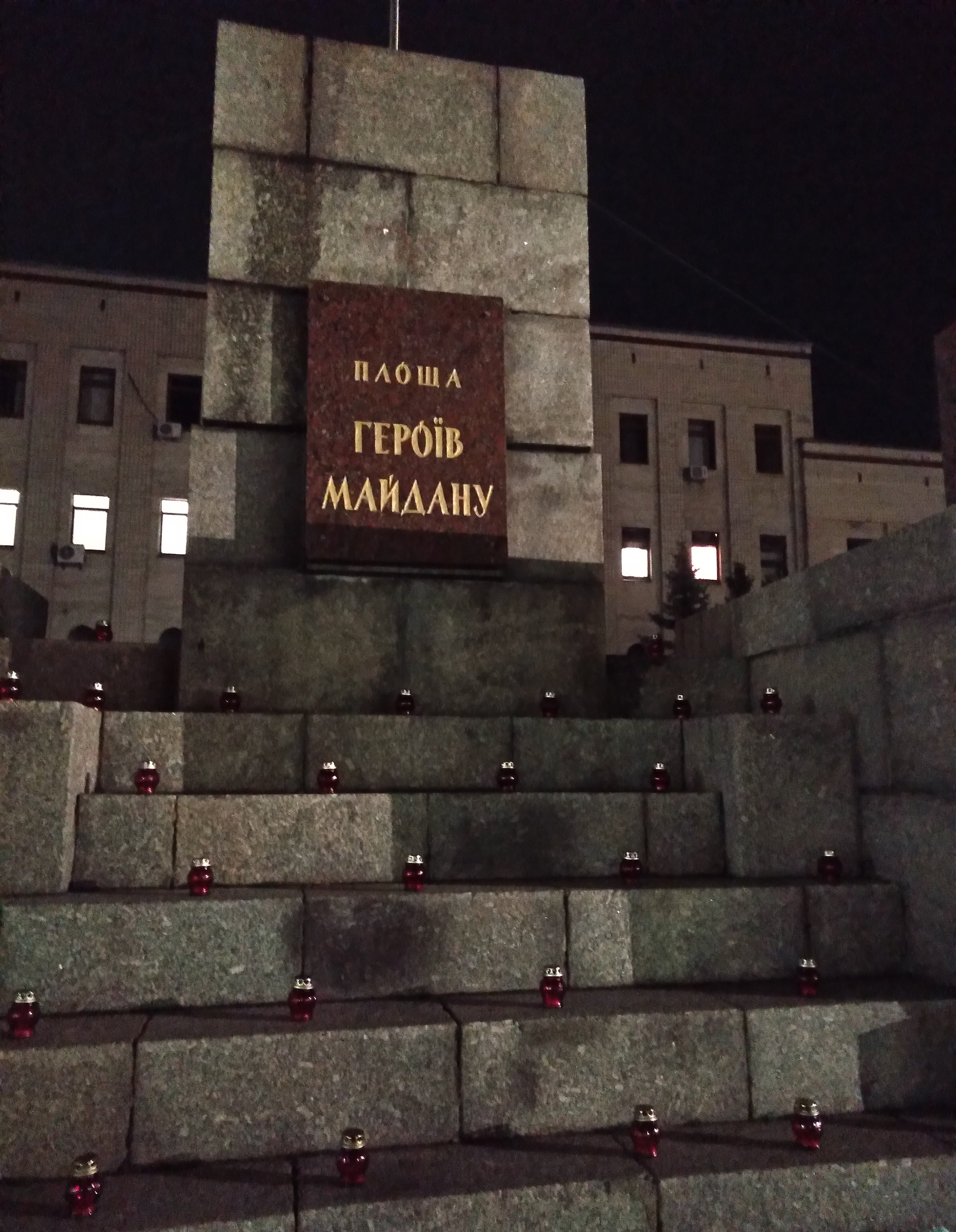
emlékmű a Maidan hőseinek
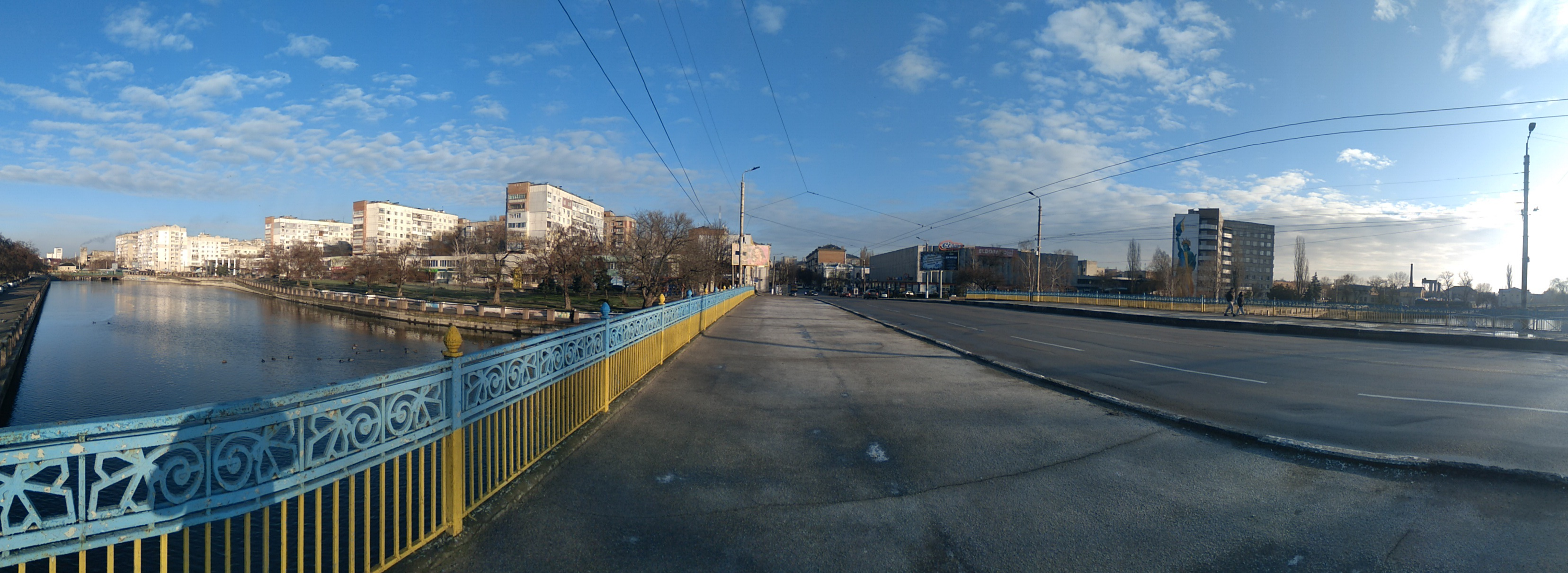
városközpont (panoráma)
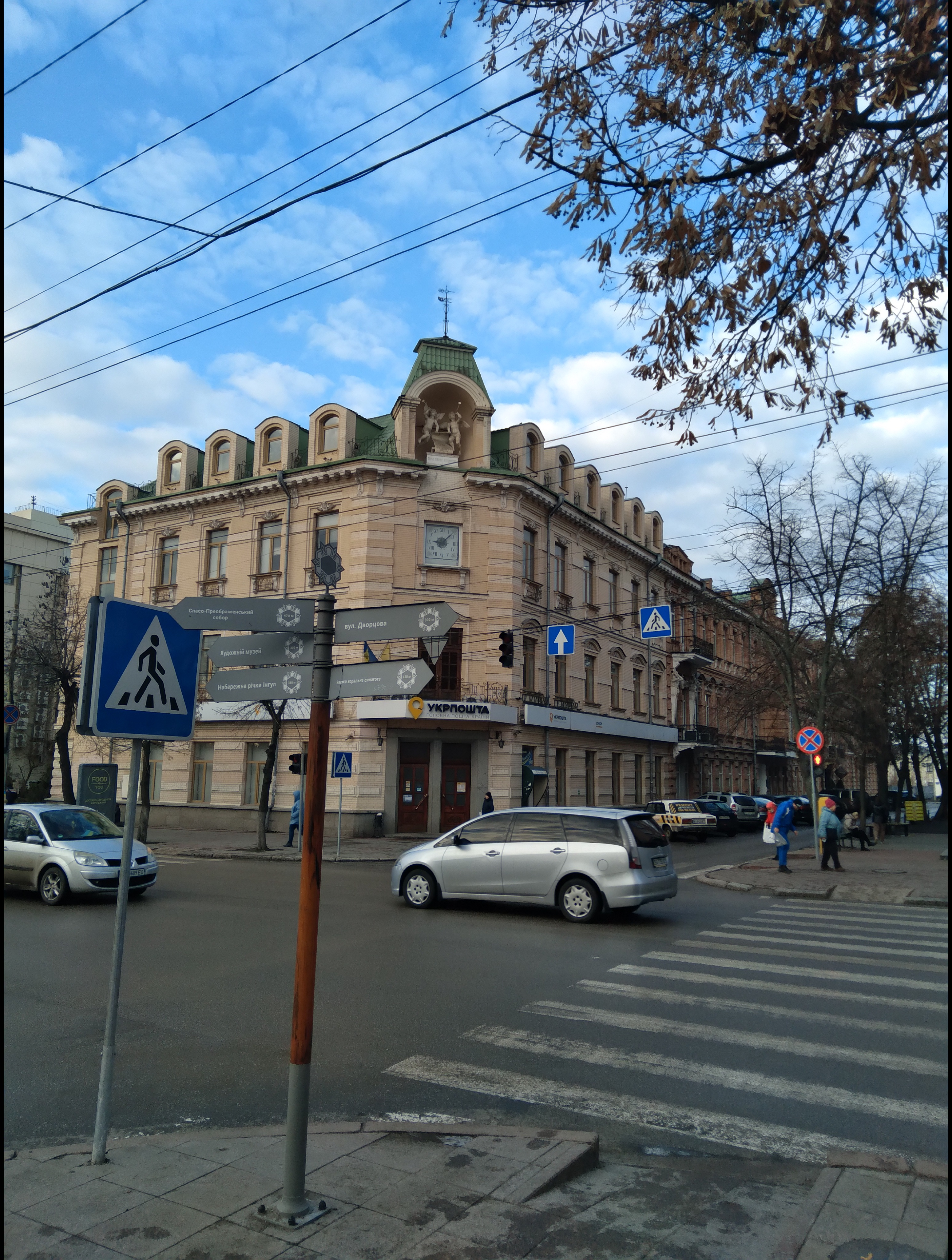
Posta
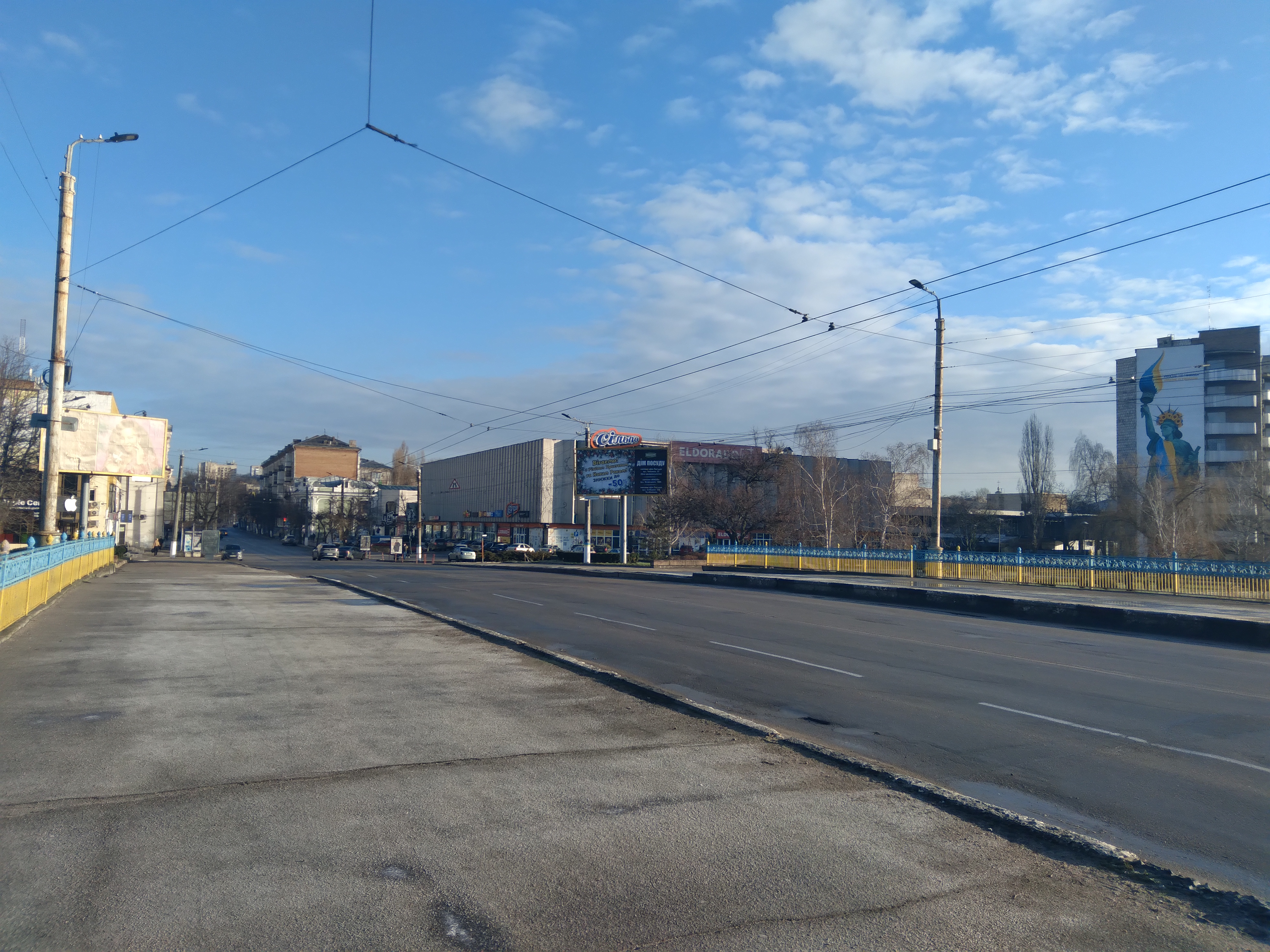
fő utca (Velyka Perspektyvna)
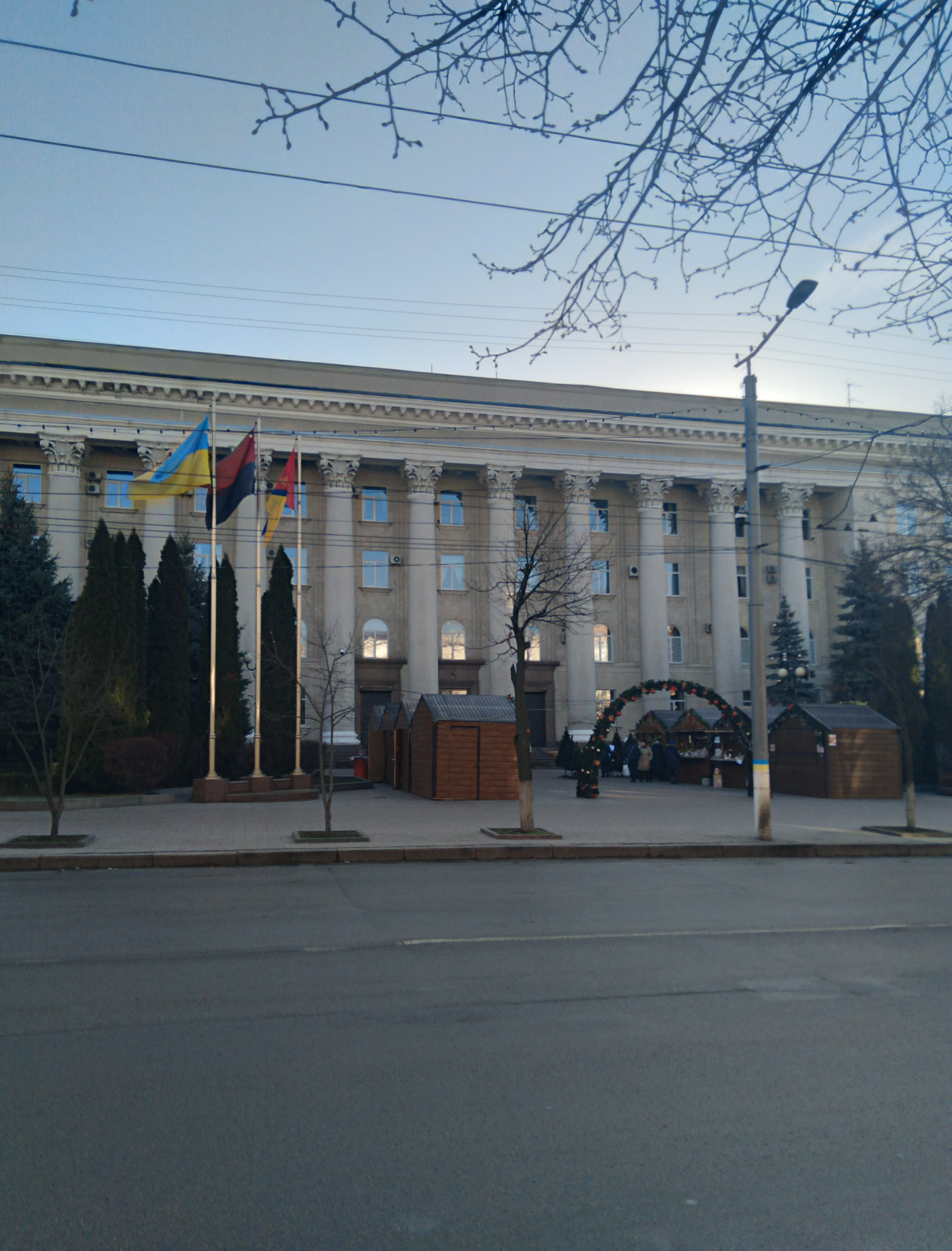
városi tanács
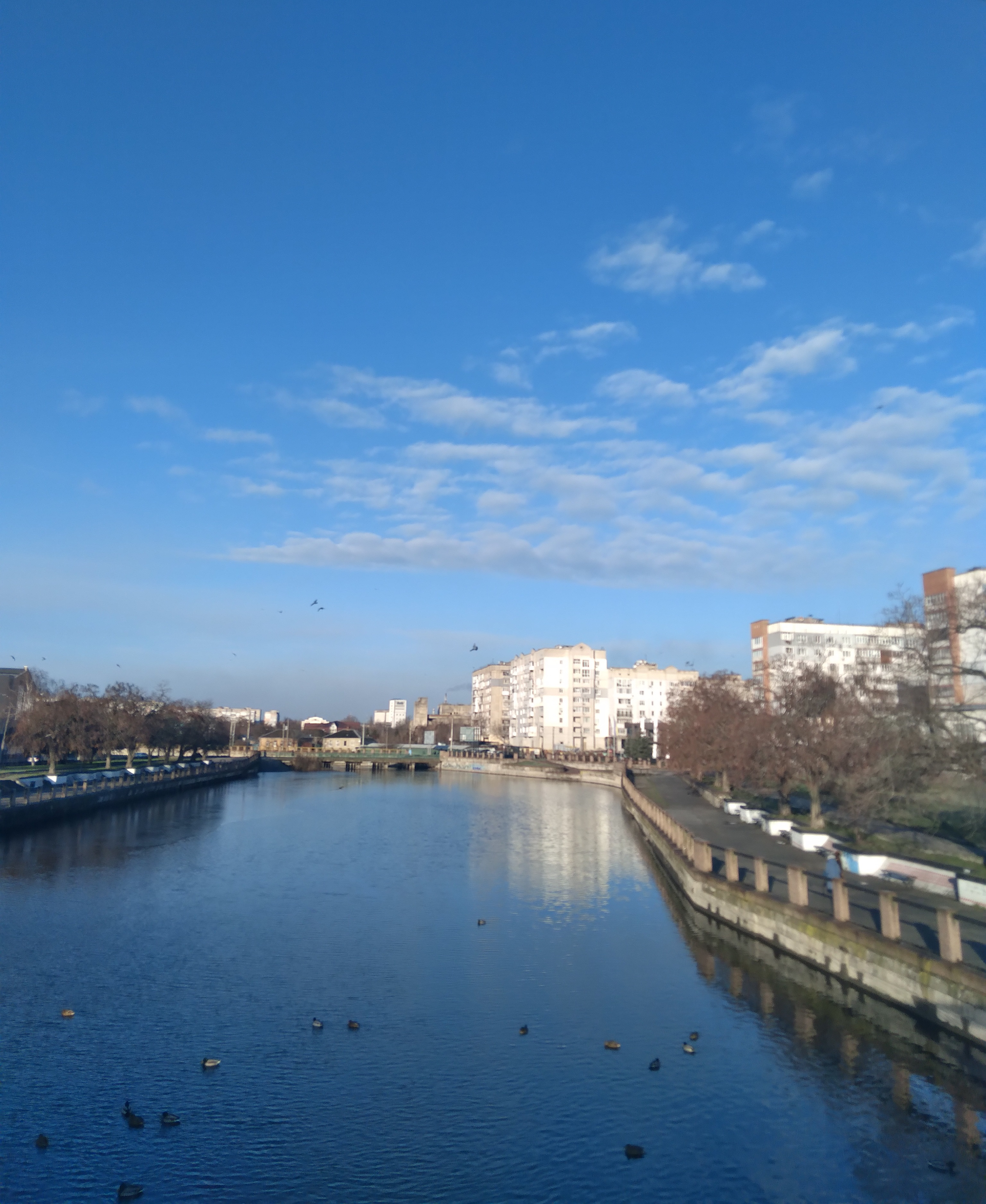
az Ingul folyó a város központjában
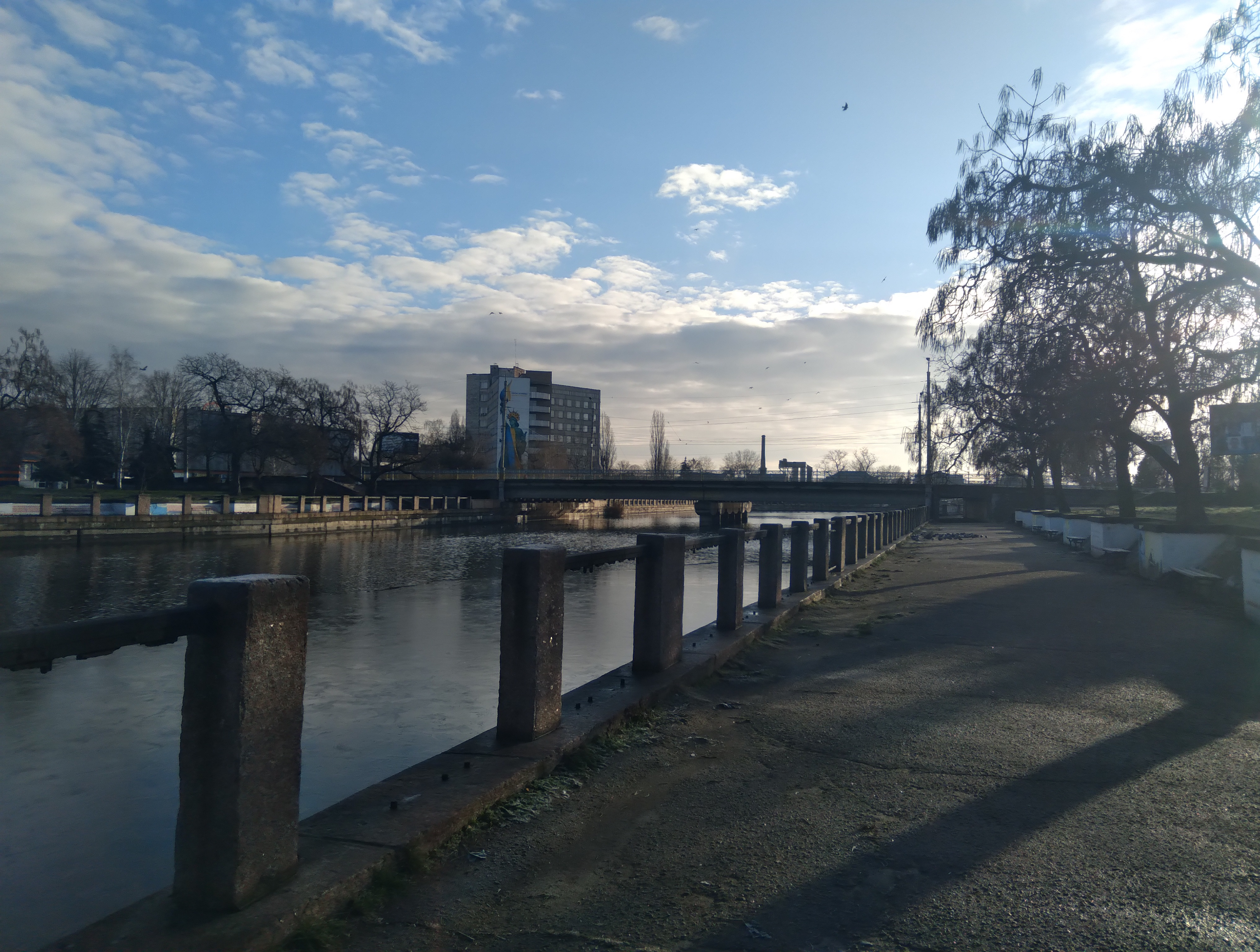
folyó töltése

## Gazdaság
A város legjelentősebb ipari vállalata a Vörös Csillag (ukránul Cservona Zirka) mezőgazdasági gépgyár.

## Híres emberek
Itt született:
- Jurij Karlovics Olesa orosz író
- Arszenyij Alekszandrovics Tarkovszkij orosz költő, műfordító.

## Látnivalók

### Műemlékek
- Zsinagóga (синагога, вул.Дзержинського, 90 / вул.Пашутинська, 40) 1895-1897. mór stílus
- Szent Erzsébet erőd (фортеця св.Єлизавети, пров.Фортечний, 21) 1754-1757.
- Megváltó-templom (Покровська церква, вул.Фрунзе, 14) 1850. Eklektikus, késői orosz stílus
- Görög templom és harangtorony (грецька церква (Пр.Володимирівської Богородиці) + дзвіниця вул.К.Маркса, 74) 1805-1812., átépítve 1898. Klasszicista
- Preobrazsenszkij-templom (Преображенська церква, вул.Преображенська, 22) 1833.
- Katonai szálláskörzet (військове містечко, вул.Леніна, 2, вул.Орджонікідзе, 9-13) 1848-1855. Klasszicista
- Műemlék lakóház (житловий будинок, вул.Володарського, 61) 1800
- Elvorti műemlékház (житловий будинок Ельворті, вул.Орджонікідзе, 1) 1870-es évek
- Kropivnickij (Téli) színház (театр ім.Кропивницького (Зимовий), вул.Леніна, 4) 1867
- Járási Bíróság (повітовий суд, вул.Велика Пермська, 2) 1845.
- Külkereskedelmi bank (міжнародний банк, вул.Леніна, 17/7) 1910. Neoklasszicista
- Szent Vlagyimir-templom (Istenanya oltalma) (церква св.Володимира (Покровська)) 1795-1826
- Vasúti híd (залізничний міст)
- Lánygimnázium (жіноча гімназія, вул.Шевченка, 1) 1904
- Goldenberg kórház (лікарня Гольденберга) 19. század vége[13]

### Múzeumok
- Kirovohradi Terület Képzőművészeti Múzeum (Кіровоградський обласний художній музей, вул. Велика Перспективна, 60)[14]
- Jeliszavethradi Zsidó Közösség Történeti Múzeuma (Історичний музей «Євреї Єлисаветграда, вул. Дзержинського, 90)[15]
- Karol Simanszkij Állami Zenei Múzeum (Кіровоградський державний музей музичної культури імені Кароля Шимановського, вул. Дзержинського, 65)[16]
- Kirovohradi Helytörténeti Múzeum (Кіровоградський краєзнавчий музей, вул. Дворцова, 40) Alapítva: 1883-ban.[17]
- Irodalmi múzeum (Кіровоградський міський літературно-меморіальний музей І. К. Карпенка-Карого, вул. Тобілевича, 16) Alapítva: 1995-ben.
- Kropivnickij Emlékmúzeum (Меморіальний музей М. Л. Кропивницького, вул. М. Кропивницького, 172) Alapítva: 1982-ben.
- Henrik Nejhauz Múzeuma (Музей Генріха Нейгауза, вул. Дзержинського, 65) Alapítva: 1981[18]
- Julij Mejtusz Zenei Emlékmúzeum (Народний меморіальний музей Юлія Мейтуса, вул. Маланюка, 1) Alapítva: 1985
- Olekszandr Olekszandrovics Oszmjorkin Művészeti Emlékmúzeuma (Художньо-меморіальний музей Олександра Олександровича Осмьоркіна, вул. Дворцова, 89) Alapítva:1994[17]
- Kirovohradi Repülő Akadémia Múzeuma (Музейний комплекс Кіровоградської льотної академії Національного авіаційного університету, вул. Добровольського, 1)[19][20]

### Parkok
- Győzelem park (парк Перемоги), 19. század. Területe: 25 ha.